# Ondřej Buddeus
Ondřej Buddeus (* 15. ledna 1984 Praha) je český spisovatel, básník, kulturní organizátor a překladatel z němčiny a norštiny.

## Životopis
Absolvoval pražské Gymnázium Arabská, vystudoval obor překladatelství – němčina a nordistiku na Filozofické fakultě University Karlovy, kde v roce 2017 obhájil doktorskou práci. Několik let studia strávil v Norsku.
Byl šéfredaktorem literárního časopisu Psí víno od roku 2011 do roku 2014 (členem redakce byl v letech 2008–2016). Za jeho působení získal časopis výrazně mezinárodní profil. Mezi roky 2014 a 2017 pracoval jako PR v pražském divadle Alfred ve dvoře. Vedl státní literární agenturu České literární centrum od vzniku v roce 2017 do roku 2019. Od roku 2019 pracuje na Akademii výtvarných umění v Praze. Je členem Asociace spisovatelů.  

## Dílo
Je nositelem Ceny Jiřího Ortena za rok 2013 za sbírku rorýsy (2012) a Magnesie Litery spolu s Davidem Böhmem za dětskou knihu Hlava v Hlavě (2013). Předcházely jim knihy 55007 znaků včetně mezer (2011) a Orangutan v zajetí má sklony k obezitě (2011, spoluautorkami výtvarné složky byly Alžběta Skálová a Martina Kupsová). Obě publikace byly nominovány na Cenu Jiřího Ortena a první jmenovaná také na cenu Magnesia Litera v kategorii „objev roku“.
Buddeus často spolupracuje s dalšími umělci (například výtvarníky Davidem Böhmem, Jiřím Frantou, Alžbětou Skálovou, sochařkou Pavlou Scerankovou, ilustrátorem Jindřichem Janíčkem, s hudebním skladatelem Matoušem Hejlem nebo kytaristou Lukášem Koskem), pravidelně se pohybuje na pomezí literatury a dalších uměleckých oborů: například ve sbírce zóna (2016) pracuje s časosběrnou fotografií budovy City Tower v Praze a videoartem, literaturou jako užitým uměním se zabýval v sérii literárních diářů pro grafické studio papelote. Na hranici hudebního, typografického, divadelního a konceptuálního experimentu byl jeho projekt a me založený na stejnojmenné knize a galerijní instalaci.  Se sochařou Pavlou Scerankovou umělecky spolupracoval na řešení Památníku válečným veteránům v Ostravě (odhaleno v r. 2022).

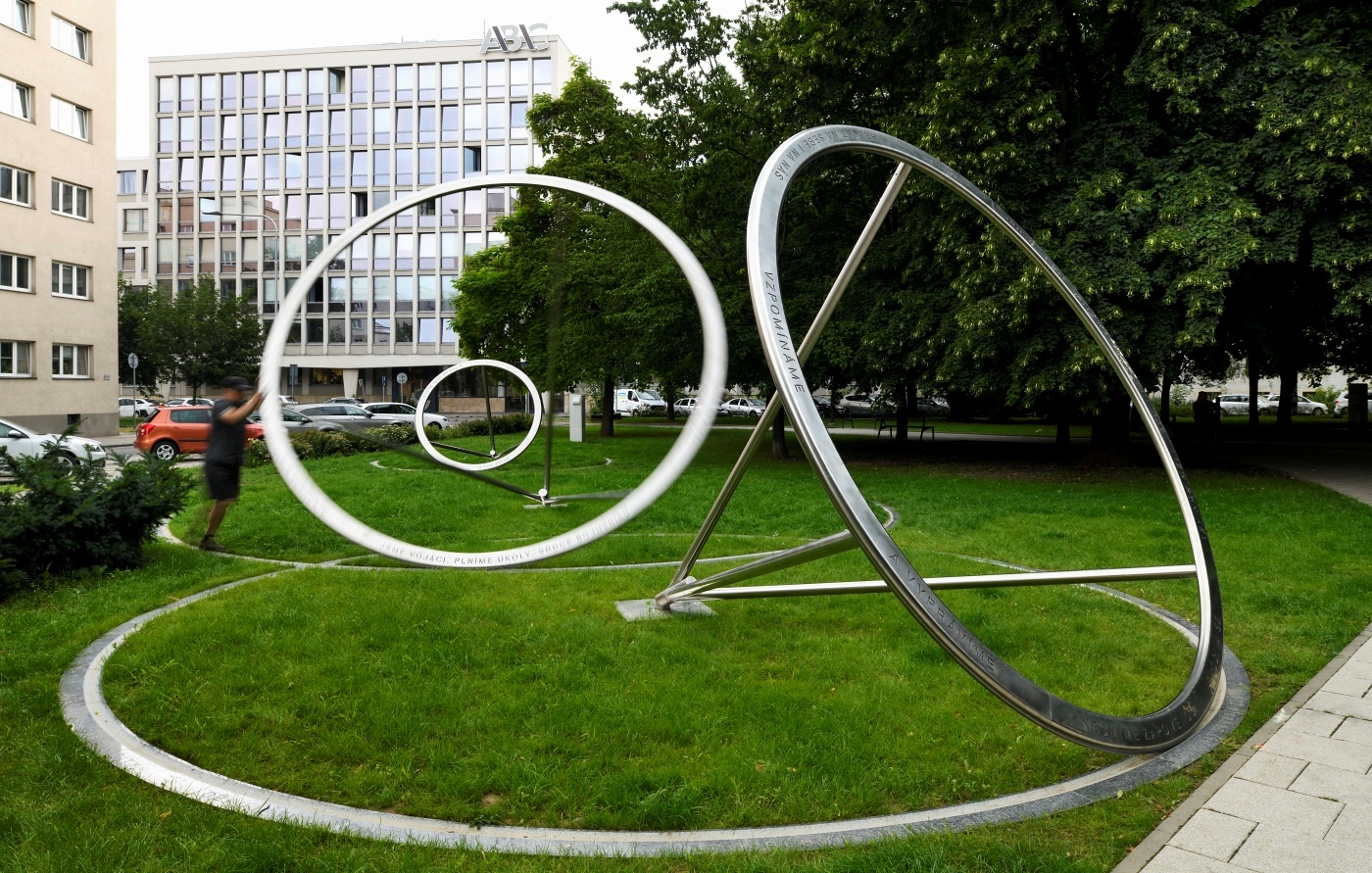
Památník válečným veteránům, Park letců v Ostravě, spolupráce s Pavlou Scerankovou

Dětská kniha Hlava v hlavě (2013, rozšířené vydání vyšlo v roce 2020), která byla společným dílem s Davidem Böhmem, patří k nejoceňovanějším dětským knihám z dekády 2010–2020. Vedle Magnesie Litery získala Zlatou stuhu, byla vyhlášena Nejkrásnější českou knihou v kategorii dětských knih, v německém překladu (2017) byla nominována na tradiční cenu Deutscher Jugendliteraturpreis. Na toto ocenění byla v roce 2024 nominována také německá verze knihy Kolo. Dopravní prostředek budoucnosti (2024), kterou Ondřej Buddeus vytvořil ve spolupráci s ilustrátorem Jindřichem Janíčkem. 

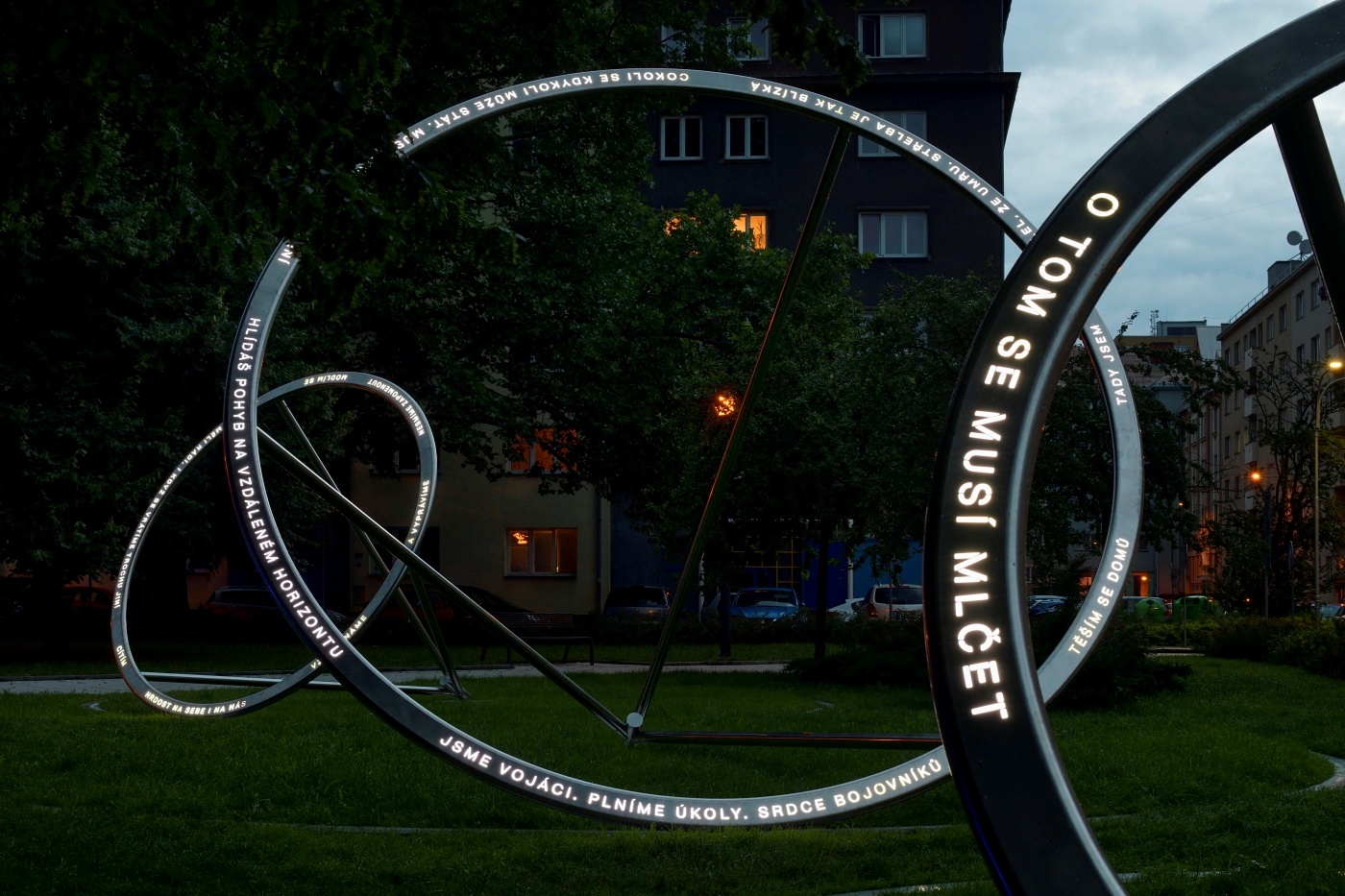
Památník válečným veteránům, Park letců v Ostravě, spolupráce s Pavlou Scerankovou

Ondřej Buddeus je také editorem beletristických i odborných titulů. Publikoval několik knižních a řadu časopiseckých překladů.

## Publikační činnost

### Básnické sbírky
- zóna, Rubato (grafický design: Jaroslav Tvrdoň), 2016
- rorýsy, fra, 2012
- 55 007 znaků včetně mezer, Nakladatelství Petr Štengl (grafický design: studio MAKE*detail), 2011
- Orangutan v zajetí má sklony k obezitě, spoluautorky: Alžběta Skálová (ilustrace) a Martinou Kupsová (ilustrace, grafický design), Napoli, 2011

### Knihy pro děti
- Uááá, s Barborou Fastrovou a Jaromírem Skácelem, Meandr, 2024
- Kolo, s Jindřichem Janíčkem, Paseka, 2024 (v Německu jako Fahr Rad, Karl Rauch Verlag, 2024)
- Hlava v hlavě, s Davidem Böhmem, Labyrint, 2013

### Jiné knižní publikace
- dva tisíce devatenáct: měsíc snů – měsíc odříkání – měsíc nerozhodnosti – měsíc mimořádných událostí – měsíc skutečnosti – měsíc těla – měsíc zpomalení – měsíc oddalování – měsíc protínání – měsíc práce – měsíc vzpomínek a zapomínání – měsíc do všech stran, literární diář na rok 2019, studio Papelote, 2018
- zima, jaro, léto, podzim... a zima, s Alžbětou Stančákovou, Sárou Vybíralovou a Ondřejem Škrabalem, literární diář na rok 2017, studio Papelote, 2016
- 365 + 1 román, literární diář na rok 2016, studio Papelote, 2015
- a me, Tranzit Display (grafický design: studio MÜTANTA, tištěná a on-line publikace, www.a-me.info), 2014

### Antologie, sborníky
- Ptačí rok. Nekonečný diář, ed. Radek Štěpánek, Host, 2024
- Všeobecná deklarace lidských práv v povídkách, ilustracích a rozhovorech, eds. Zuzana Noviková & Andrej Novik, 65. pole, 2023
- Kapuce od mikiny. Sbírka povídek, ed. Eva Kartušáková, Celé Česko čte dětem, 2022
- Každý ji zná tak bude maskovaná. ed. Jakub Řehák, Malvern, 2022
- Rozvod šestkrát jinak, ed. Jarmila Štuková, CPress, 2022
- Die letzte Metro, eds. Martin Becker & Martina Lisa eds., Voland & Quist, 2017
- Nejlepší české básně, eds. Sylva Fišerová & Jan Šulc, eds., Host, 2017
- Summen. Poesie aus Tschechien, eds. Daniela Pusch & Martina Lisa, Konserve, 2016
- Nejlepší české básně, eds. Petr Borkovec & Tomáš Gabriel, Host, 2015
- Nejlepší české básně, eds. Ivan Wernisch & Wanda Heinrichová, Host, 2013
- Sto nejlepších českých básní, ed. Simona Martínková-Racková, Host, 2012
- Nejlepší české básně, eds. Petr Král & Jan Štolba, Host, 2011
- Nejlepší české básně, eds. Miroslav Topinka & Jakub Řehák, Host, 2010
- Signum Sonderheft – Bardinale 2010, ed. Norbert Weis, Bardinale, 2010
- Raporti di Errore, eds. Petr Král & Antonio Parente, Mimesis Edizioni, 2010

### Knižní spolupráce (editorská, redakční, jiná)

#### Beletrie
- Elena Pecenová: Jako bych očima fotografovala stále ty stejné snímky, Akademie výtvarných umění - editor
- Ondřej Škrabal: Cesta k billboardu, Listen, 2022 (nominace na Cenu Jiřího Ortena 2023) - editor
- Václav Magid: Malá encyklopedie nepatřičností, Artmap, 2020 - editor
- David Böhm: A jako Antarktida, Labyrint, 2019 (Magnesia Litera 2020, Zlatá stuha 2020) - editor německy: A wie Antarktis. Ansichten vom Anderen Ende der Welt, Karl Rauch Verlag 2019 (Deutscher Jugendliteraturpreis 2020), přel. Lena Dorn
- Jiří Franta: Singl, Labyrint, 2019 - spolupráce na námětu
- DISPLEJ.eu: Antologie současné poezie z Čech, Německa a Slovenska, eds. Ondřej Buddeus & Peter Dietze (trojjazyčná publikace), Psí víno & Randnummer, 2015[19]
- Jan Zbořil: Skříň, 2010 - editor
- Jan Těsnohlídek: Násilí bez předsudků, 2009 (Cena Jiřího Ortena 2010) - editor

#### Odborná literatura, esejistika:
- kol. autorů: Je to jízda. O svobodě na kole ve městě i krajině, Paseka, 2021 - editor, autor eseje
- Ondřej Buddeus, Magdalena Stanová: Zpráva o uměleckém výzkumu pro AVU, Akademie výtvarných umění, Praha 2021.[20]
- kol. autorů: Třídit slova. Literatura a konceptuální tendence 1949–2015, eds. Ondřej Buddeus & Markéta Magidová, tranzit.cz, 2016 - editor, autor studie

### Překlady
- Eva Lindström: Leilo, pojď domů, Baobab, 2018
- Audun Mortensen, out of office reply, Make*detail, 2013
- Jan Erik Vold, Malý kruh, výbor z básní 1965 – 2011, Archa, 2012
- Josef Winkler, Syn člověka, Archa, 2012
- Christian Futscher, Květy krve. Básně chorého muže z Vídně, Nakladatelství Petr Štengl, 2010
- Theodor Herzl: Židovský stát. Acadmia, 2009

## Ocenění
- 2025: Kolo. Dopravní prostředek budoucnosti (s Jindřichem Janíčkem, nakl. Paseka) 
  - Zlatá stuha (literatura faktu pro děti a mládež)
  - nominace na německou cenu Deutscher Jugendliteraturpreis za německou verzi knihy (Fahr Rad, Karl Rauch Verlag, 2024)
  - nominace na Nejkrásnější českou knihu roku 2024 (literatura pro děti a mládež)
  - dPictus: 100 Outstanding Picturebooks from around the World, 2025 (Boloňský knižní veletrh)
- 2024: cena Art Grand Slam za Kolo. Dopravní prostředek budoucnosti
- 2017: nominace na cenu Deutscher Jugendliteraturpreis za německý překlad knihy Hlava v hlavě
- 2014: Hlava v hlavě (s Davidem Böhmem, nakl. Labyrint)
  - Magnesia litera v kategorii "kniha pro děti a mládež"
  - Nejkrásnější dětská kniha za Hlavu v hlavě (s Davidem Böhmem)
  - Zlatá stuha, ocenění české sekce IBBY za Hlavu v hlavě (s Davidem Böhmem)
- 2013: Cena Jiřího Ortena za sbírku rorýsy
- 2012: 55 007 znaků včetně mezer (nakl. Petr Štengl)
  - nominace na Cenu Jiřího Ortena za sbírky 55 007 znaků včetně mezer a Orangutan v zajetí má sklony k obezitě
  - nominace Magnesia Litera v kategorii "objev roku" za sbírku 55 007 znaků včetně mezer
  - nominace na cenu Bank Austria Literaris za sbírku 55 007 znaků včetně mezer
- 2010: nominace na Drážďanskou cenu lyriky
- 2008: Cena Jiřího Levého, 3. cena v kategorii "překlad poezie" (z norštiny, básně Jana Erika Volda)